# Upplands runinskrifter 850
Upplands runinskrifter 850 är ett försvunnet fragment av en runsten som varit inmurat i Balingsta kyrka tillsammans med Upplands runinskrifter 849. Ristningen är rent ornamental, det vill säga den innehåller inga runor. Stenen har suttit någonstans vid dörren till vapenhuset.